# Tour de Guyane 2018
Le Tour de Guyane 2018 est la 29e édition du Tour de Guyane.

## Étapes
La 29ème édition du Tour de Guyane comporte neuf étapes dont deux contre-la-montre individuels.
| Étape                                                     | Date         | Villes étapes                              |                           | Distance (km) | Vainqueur d’étape | Leader du classement général |
| --------------------------------------------------------- | ------------ | ------------------------------------------ | ------------------------- | ------------- | ----------------- | ---------------------------- |
| 1re étape                                                 | sam. 18 août | Cayenne (CTG) – Kourou                     | Étape de plaine           | 131,9         |                   |                              |
| 2e étape - 1er Tronçon                                    | dim. 19 août | Montsinéry – Montsinéry                    | Étape de moyenne montagne | 139,9         |                   |                              |
| 2e étape - 2ème Tronçon - Contre-la-montre (individuelle) | dim. 19 août | Tonnegrande - Montsinéry                   | Étape de plaine           | 15            |                   |                              |
| 3e étape                                                  | lun. 20 août | Cayenne – Sinnamary                        | Étape de plaine           | 151,240       |                   |                              |
| 4e étape                                                  | mar. 21 août | Sinnamary – Mana - Saint-Laurent-du-Maroni | Étape de plaine           | 151,04        |                   |                              |
| 5e étape                                                  | mer. 22 août | Mana – Saint-Laurent-du-Maroni – Apatou    | Étape de moyenne montagne | 164,23        |                   |                              |
| 6e étape                                                  | jeu. 23 août | Saint-Laurent-du-Maroni – Iracoubo         | Étape de moyenne montagne | 112,590       |                   |                              |
| 7e étape                                                  | ven. 24 août | Sinnamary – Matoury                        | Étape de plaine           | 152,960       |                   |                              |
| 8e étape - 1er Tronçon - Contre-la-montre (individuelle)  | sam. 25 août | Matoury – Rémire-Montjoly                  | Étape de plaine           | 10,420        |                   |                              |
| 8e étape - 2ème Tronçon                                   | sam. 25 août | Rémire-Montjoly - Rémire-Montjoly          | Étape de plaine           | 142,100       |                   |                              |
| 9e étape                                                  | dim. 26 août | Kourou - Matoury - Cayenne (CTG)           | Étape de plaine           | 130,480       |                   |                              |